# توپ‌قره (خدابنده)
توپ‌قره روستایی در بخش مرکزی شهرستان خدابنده استان زنجان ایران است.

## جمعیت
بر پایه سرشماری عمومی نفوس و مسکن در سال ۱۳۹۵ جمعیت این مکان ۸۹۰ نفر (۲۷۷خانوار) بوده‌است.